# گروهبان‌ماهی‌ها
گروهبان‌ماهی‌ها (نام علمی: Abudefduf) نام یک سرده از تیره شقایق‌ماهیان است.

## نگارخانه

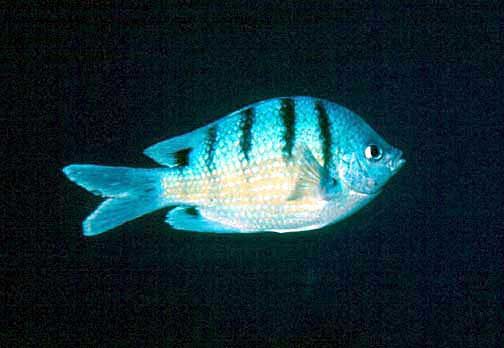
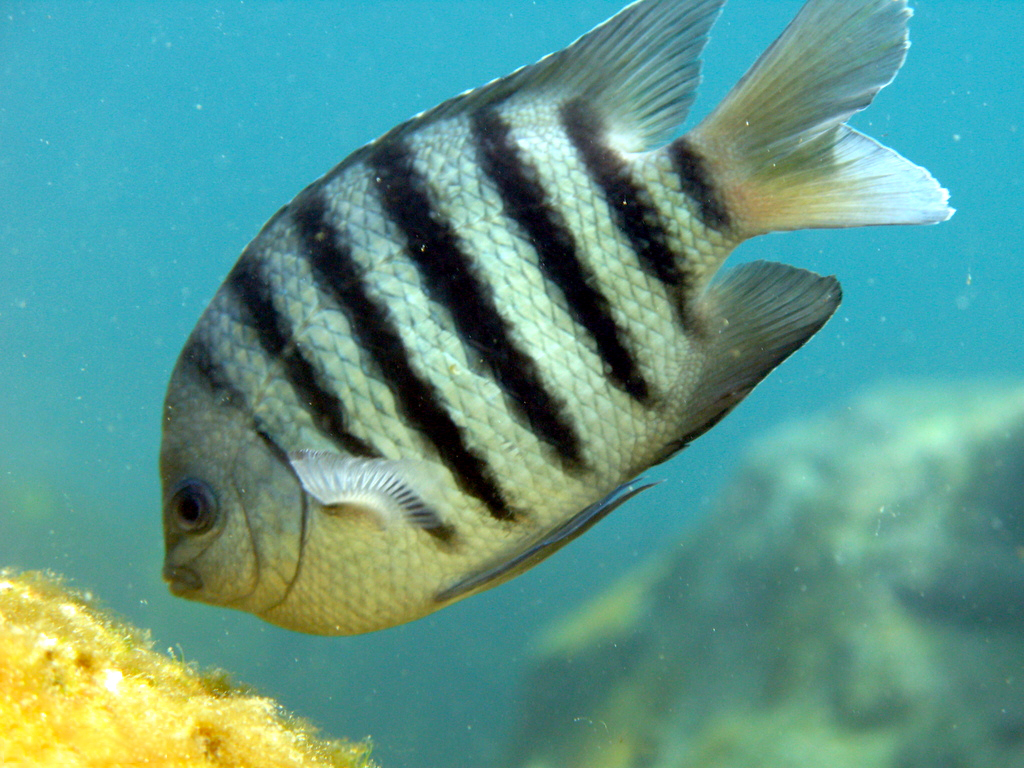
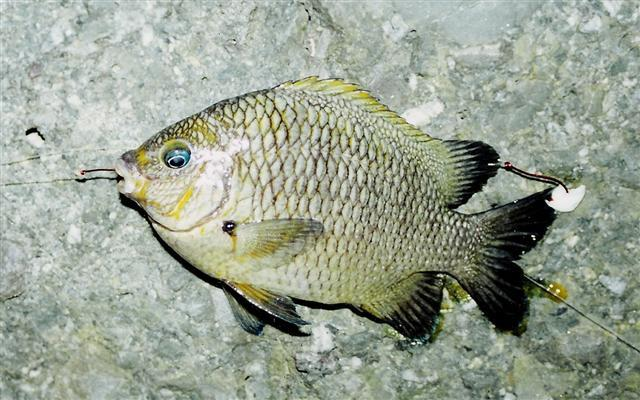
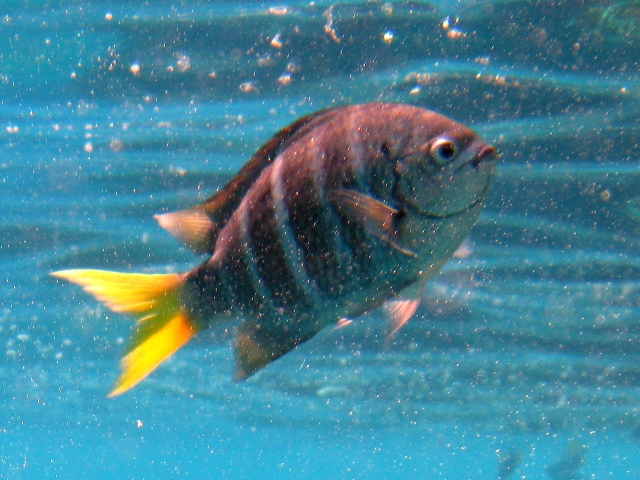
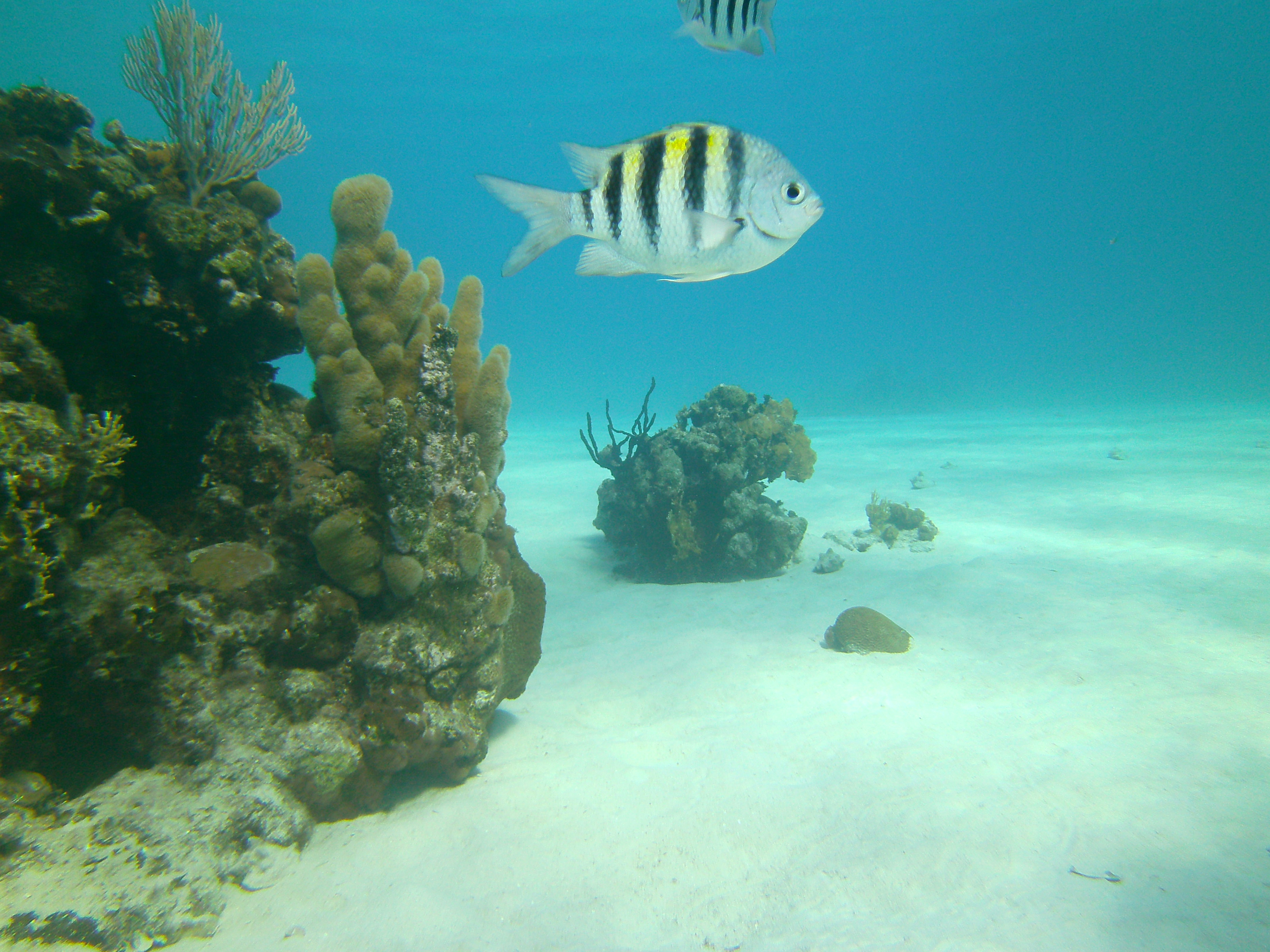
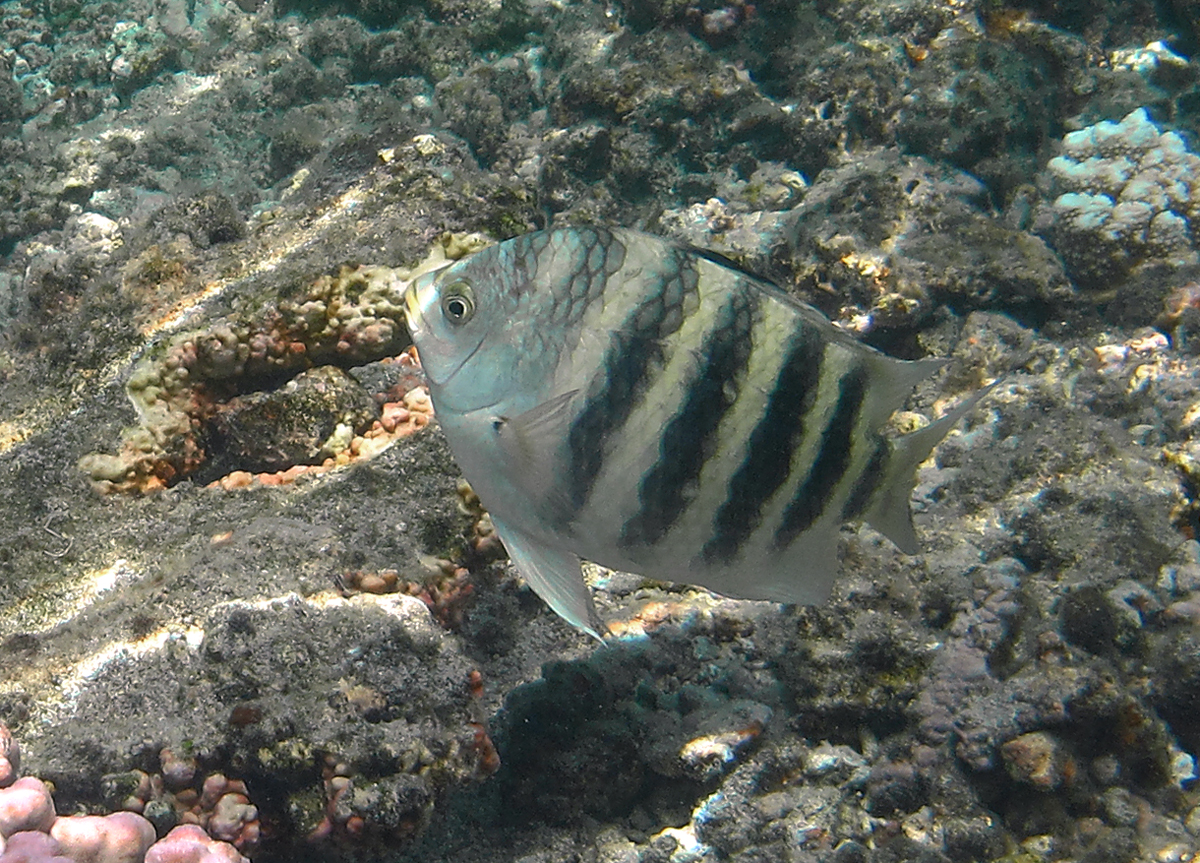
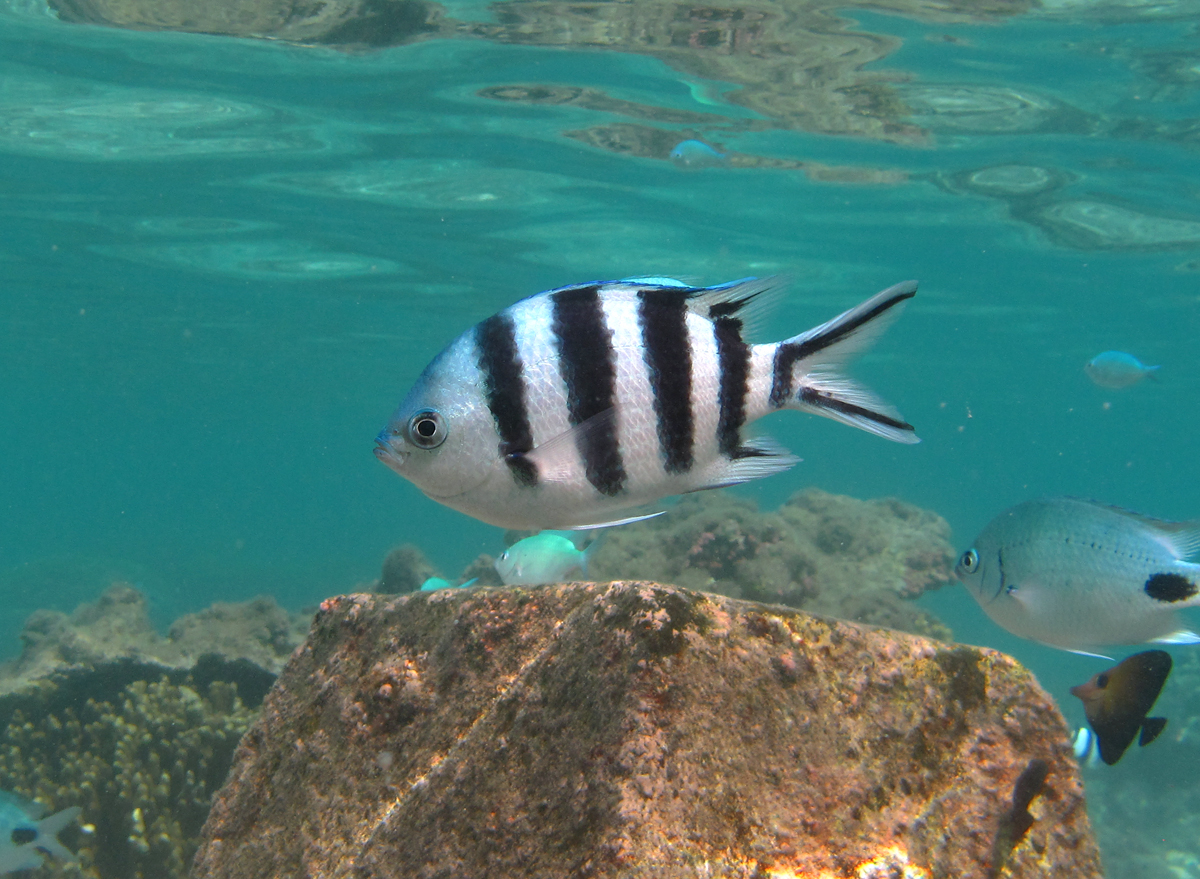
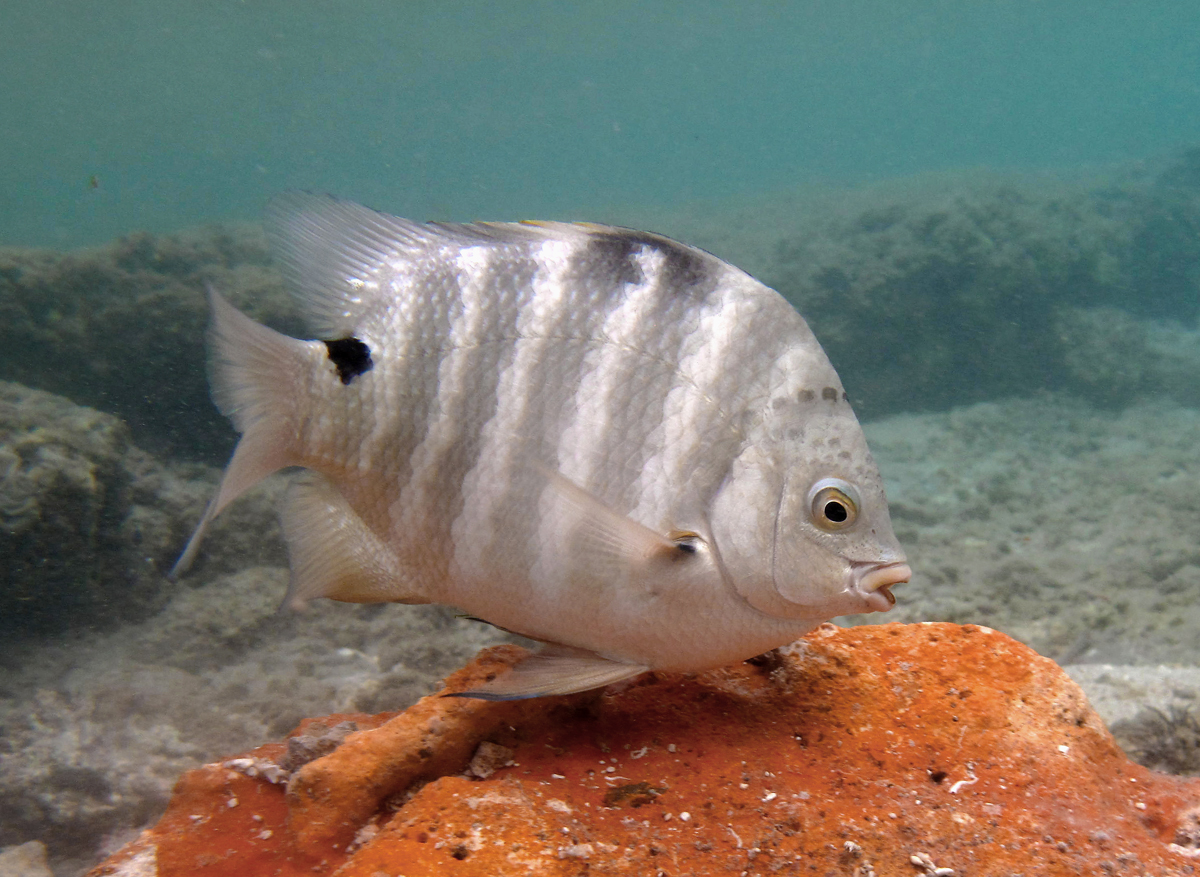
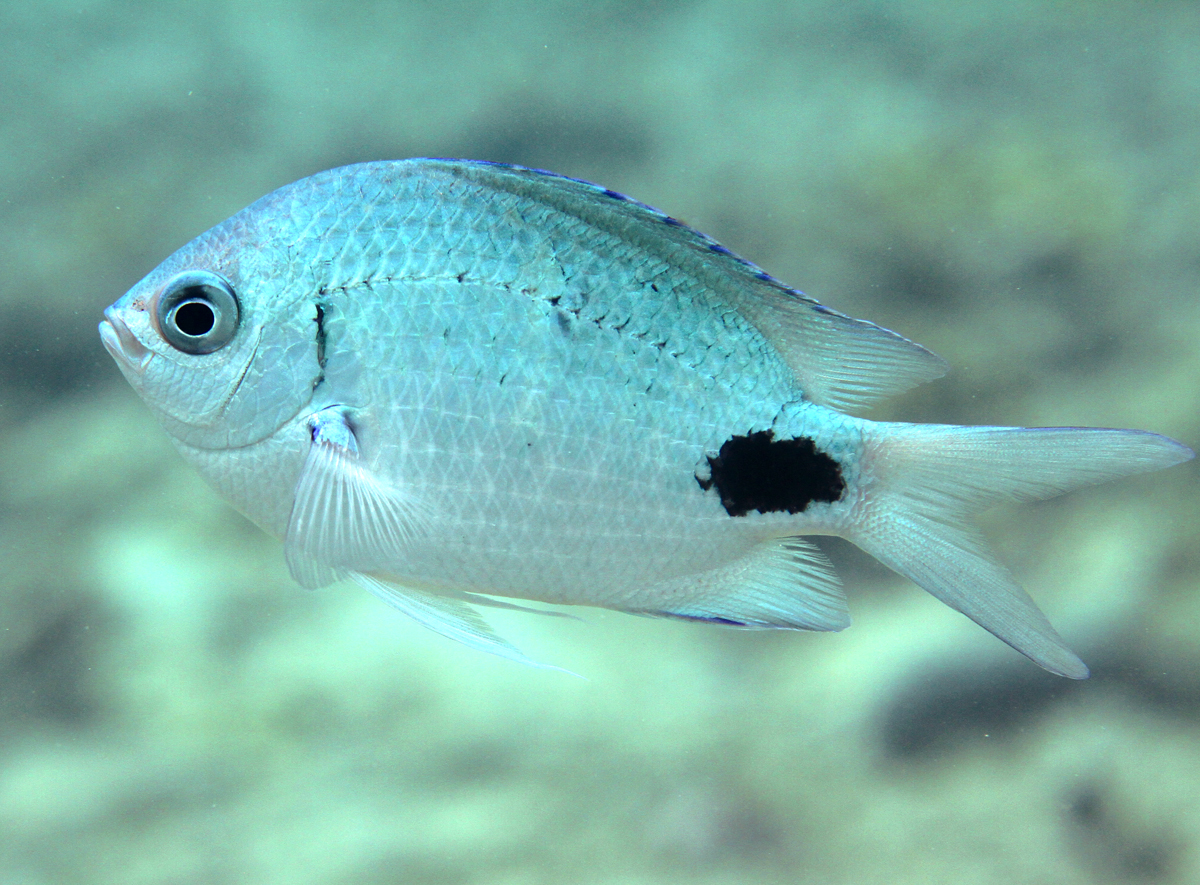
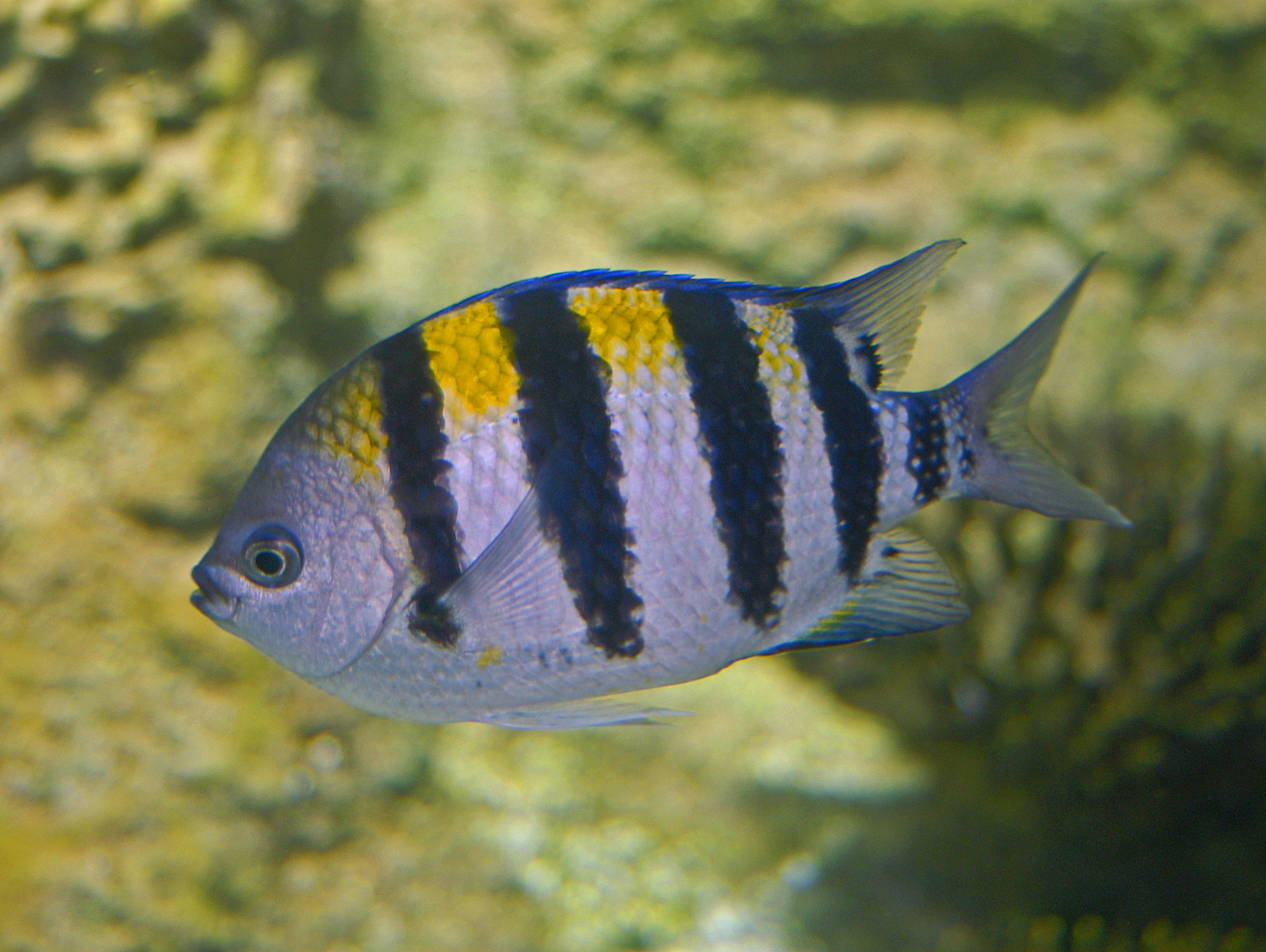
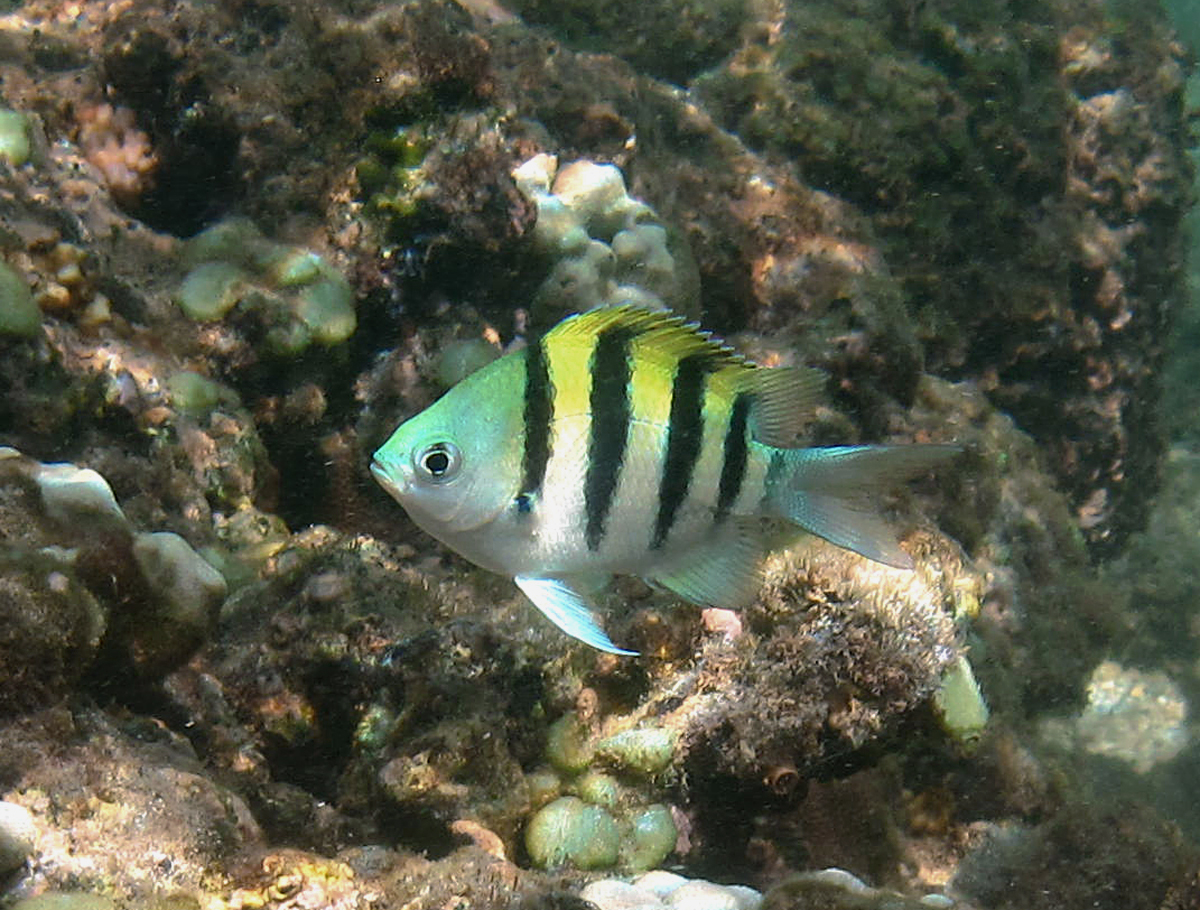